# Slim Pickens
Pour les articles homonymes, voir Pickens.
Slim Pickens (de son vrai nom Louis Burton Lindley Jr.) est un artiste de rodéo et acteur américain, né le 29 juin 1919 à Kingsburg, en Californie, et mort le 8 décembre 1983 à Modesto, en Californie (États-Unis). Il aura surtout interprété des rôles de cowboy au cours de sa carrière, mais l'on se souvient de lui tout particulièrement pour le talent comique qu'il déploie dans Docteur Folamour et dans Le shérif est en prison.

## Biographie
Fils d'un éleveur texan de vaches laitières, il apprend très jeune à monter à cheval. Peu intéressé par l'exploitation familiale, il se passionne dès l'adolescence pour les spectacles de rodéo au point d'y participer occasionnellement et de gagner quelques dollars. Afin de braver l'interdit paternel, il commence à utiliser, à chaque fois qu'il concourt, le pseudonyme de Slim Pickens, qui signifie littéralement « maigre récolte » et par extension « gains minables ». Il termine avec succès sa scolarité en lycée agricole mais la passion du rodéo l'emporte et il finit par devenir professionnel.
Durant la Seconde Guerre mondiale il décide de s'engager dans l'armée. Dans le bureau de recrutement qui le reçoit, on lit « radio » au lieu de « rodeo » dans la fiche signalétique qu'il a remplie avant de se présenter. Il passera donc la totalité de sa période sous les drapeaux comme opérateur radio dans un centre de communications militaires du Midwest.
En 1950, à 31 ans, il épouse Margaret Elizabeth Harmon et se voit offrir son premier rôle dans un western, La Révolte des dieux rouges (Rocky Mountain), aux côtés d'Errol Flynn. Après cette première expérience, de nombreux autres westerns vont suivre, dont une dizaine réalisés par William Witney et mettant en scène Rex Allen et son cheval Koko. Cavalier accompli, il sait aussi bien chevaucher des heures durant que mener un attelage, tout en jouant la comédie. Il épargne ainsi à la production les frais d'embauche d'une doublure. Son accent rural prononcé et sa simplicité de manières le rendent populaire, sans pour autant faire de lui une star. Il conservera à l'écran, durant toute sa carrière, son pseudonyme de rodéo de Slim Pickens.
En 1964 il accède à la célébrité pour son rôle du commandant Kong, pilote texan d'un bombardier B-52 dans le film Docteur Folamour de Stanley Kubrick, faisant son dernier rodéo en hurlant à cheval sur une bombe atomique (sur laquelle il effectuait une réparation artisanale et acrobatique) larguée sur l'URSS.
Il décède en 1983 à l'âge de 64 ans, des suites d'une longue pneumonie jamais guérie.
Son frère, Sam Lindley (1921 - 2001) était également acteur sous le pseudonyme de Easy Pickens (gains faciles).

## Filmographie

### Au cinéma
- 1946 : Smoky de Louis King : un cow-boy de rodéo (non crédité au générique)
- 1950 : La Révolte des dieux rouges (Rocky Mountain) de William Keighley : Plank
- 1952 : Colorado Sundown (en) de William Witney : Joshua 'Slim' Pickens / Ma Pickens
- 1952 : The Last Musketeer de William Witney : Slim Pickens
- 1952 : Border Saddlemates de William Witney : Slim Pickens
- 1952 : The Story of Will Rogers de Michael Curtiz : Dusty Donovan
- 1952 : Old Oklahoma Plains (it) de William Witney : Slim
- 1952 : South Pacific Trail de William Witney : Slim Pickens
- 1952 : Les Diables de l'Oklahoma (Thunderbirds) de John H. Auer : le soldat Wes Shelby
- 1953 : Old Overland Trail (it) de William Witney : Slim Pickens
- 1953 : Le soleil brille pour tout le monde (The Sun Shines Bright) de John Ford : Sterling
- 1953 : Iron Mountain Trail (it) de William Witney : Slim Pickens
- 1953 : Down Laredo Way (it) de William Witney : Slim
- 1953 : Shadows of Tombstone (en) de William Witney : Slim
- 1953 : Red River Shore (en) de Harry Keller : le shérif Slim Pickens
- 1954 : Phantom Stallion (it) d'Harry Keller : Slim
- 1954 : L'Homme des plaines (The Boy from Oklahoma) de Michael Curtiz : Shorty
- 1954 : Les Proscrits du Colorado (The Outcast) de William Witney : Boone Polsen
- 1955 : Le Passage de Santa-Fé (en) (Santa Fe Passage) de William Witney : Sam Beekman
- 1955 : Quand le clairon sonnera (The Last Command) de Frank Lloyd : Abe
- 1956 : Le tueur aux aguets (en) (When Gangland Strikes) de R. G. Springsteen : Slim Pickett
- 1956 : Stranger at My Door (en) de William Witney : Ben Silas
- 1956 : L'Infernale Poursuite (The Great Locomotive Chase) de Francis D. Lyon : Pete Bracken
- 1956 : Deux frères face à face (en) (Gun Brothers) de Sidney Salkow : Moose MacLain
- 1957 : La Sanglante Embuscade (Gunsight Ridge) de Francis D. Lyon : Hank Moss
- 1958 : La Vallée de la poudre (The Sheepman) de George Marshall : le marshal
- 1958 : Escorte pour l'Oregon (en) (Escort West) de Francis D. Lyon : le caporal Wheeler
- 1958 : Tonka de Lewis R. Foster : Ace
- 1959 : Stump Run d'Eddie Dew (en) : Babe Gaskin
- 1960 : Chartroose Caboose (en) de William « Red » Reynolds : Pete Harmon
- 1961 : La Vengeance aux deux visages (One-Eyed Jacks) de Marlon Brando : Lon Dedrick
- 1961 : Tonnerre apache (A Thunder of Drums) de Joseph M. Newman : le soldat Erschick
- 1963 : Sam l'intrépide (Savage Sam) de Norman Tokar : Willy Crup
- 1964 : Docteur Folamour (Dr. Strangelove or: How I Learned to Stop Worrying and Love the Bomb) de Stanley Kubrick : le major T.J. "King" Kong
- 1965 : Major Dundee de Sam Peckinpah : Wiley
- 1965 : Première Victoire (In Harm's Way) d'Otto Preminger : le maître d'équipage Culpepper
- 1965 : Le Jour d'après (Up from the Beach) de Robert Parrish : le colonel d'artillerie
- 1965 : Les Compagnons de la gloire (The Glory Guys) d'Arnold Laven : le sergent James Gregory
- 1966 : The Young Rounders de Casey Tibbs (en)
- 1966 : La Diligence vers l'Ouest (Stagecoach) de Gordon Douglas : Buck
- 1966 : Œil pour œil (en) (An Eye for an Eye) de Michael D. Moore (en) : Ike Slant
- 1967 : Un Tipo dificil de matar (Hard Breed to Kill) de Rafael Portillo (en) : Sloper
- 1967 : Violence à Jericho (Rough Night in Jericho) d'Arnold Laven : Yarbrough
- 1967 : Une sacrée fripouille (The Flim-Flam Man) d'Irvin Kershner : Jarvis Bates
- 1968 : Will Penny, le solitaire (Will Penny) de Tom Gries : Ike Walterstein
- 1968 : Frissons garantis (Never a Dull Moment) de Jerry Paris : Schaeffer le cowboy
- 1968 : Le Dernier Bastion (The Legend of Custer) de Norman Foster et de Sam Wanamaker : California Joe Milner
- 1968 : Skidoo (Skidoo) d'Otto Preminger : le standardiste
- 1969 : 80 Steps to Jonah (en) de Gerd Oswald : Scott
- 1970 : Rosolino Paternò, soldato... de Nanni Loy : le général Maxwell
- 1970 : Un nommé Cable Hogue (The Ballad of Cable Hogue) de Sam Peckinpah : Ben Fairchild
- 1971 : Les Dynamiteros (La spina dorsale del diavolo / The Deserter) de Burt Kennedy : Tattinger
- 1971 : Temporada salvaje (The Wild Season) de Myron J. Gold : Lucky
- 1972 : Les Cowboys (The Cowboys) de Mark Rydell : Anse Petersen
- 1972 : J.C. (en) de William F. McGaha : Grady
- 1972 : Les Centaures (en) (The Honkers) de Steve Ihnat : Clete
- 1972 : Guet-apens (The Getaway) de Sam Peckinpah : Cowboy
- 1973 : Pat Garrett et Billy le Kid (Pat Garrett & Billy the Kid) de Sam Peckinpah : le shérif Colin Baker
- 1974 : Le shérif est en prison (Blazing Saddles) de Mel Brooks : Taggart
- 1974 : Bootleggers (en) de Charles B. Pierce (en) : Grandpa Pruitt
- 1974 : Ginger in the Morning de Gordon Wiles : le shérif
- 1974 : Le Dernier des Condor (The Legend of Earl Durand) de John D. Patterson : Phil Chumley
- 1975 : Rancho Deluxe de Frank Perry : Henry Beige
- 1975 : Poor Pretty Eddie (en) de Richard Robinson : le shérif Orville
- 1975 : Le Gang des chaussons aux pommes (The Apple Dumpling Gang) de Norman Tokar : Frank Stillwell
- 1975 : La Route de la violence (White Line Fever) de Jonathan Kaplan : Duane Haller
- 1976 : Opération chameaux (en) (Hawmps!) de Joe Camp : le sergent Naman Tucker
- 1976 : Pony Express Rider (en) de Robert Totten : Bob Jay
- 1977 : On m'appelle Dollars (Mr. Billion) de Jonathan Kaplan : Duane Hawkins
- 1977 : Le Bison blanc (The White Buffalo) de J. Lee Thompson : Abel Pickney
- 1977 : L'Ombre de Chikara (The Shadow of Chikara / Wishbone Cutter) de Earl E. Smith : Virgil Cane
- 1978 : L'Inévitable Catastrophe (The Swarm) d'Irwin Allen : Jud Hawkins
- 1978 : Smokey and the Good Time Outlaws d'Alex Grasshoff : le shérif Ledy
- 1979 : The Sweet Creek County War de J. Frank James : Jitters Pippen
- 1979 : Le Dernier Secret du Poseidon (Beyond the Poseidon Adventure) d'Irwin Allen : Dewey "Tex" Hopkins
- 1979 : 1941 de Steven Spielberg : Hollis P. Wood
- 1979 : L'Esprit du vent (en) (Spirit of the Wind) de Ralph Liddle : Obie
- 1979 : Le Trou noir (The Black Hole) de Gary Nelson : voix du robot B.O.B. (non crédité au générique)
- 1980 : Tom Horn de William Wiard (en) : le shérif Sam Creedmore
- 1980 : Show Bus (Honeysuckle Rose) de Jerry Schatzberg : Garland Ramsey
- 1981 : Christmas Mountain (en) de Pierre de Moro : l'ange
- 1981 : Hurlements (The Howling) de Joe Dante : Sam Newfield
- 1982 : Pink Motel (en) de Mike MacFarland : Roy

### À la télévision
- 1957 : The Saga of Andy Burnett : Old Bill Williams
- 1960 : Daniel Boone (feuilleton) : capitaine Gass
- 1960 : Outlaws (en) (série) : Slim (1961-62)
- 1963 : Bonanza saison 4 épisode 18 (Le sang mêlé/Half a Rogue) : Big Jim Leyton
- 1964 : Bonanza saison 5 épisode 21 (Le Roi de la montagne/King of the mountain) : Big Jim Leyton
- 1964 : Bristle Face : Newt Pribble
- 1967 : Custer (en) (série) : California Joe Milner
- 1969 : The Desperate Mission (en) : Three-Finger Jack
- 1971 : Sam Hill: Who Killed Mr. Foster? : Kilpatrick
- 1971 : Hitched (en) : Sam / Bart Dawson
- 1971 : The Devil and Miss Sarah : Stoney
- 1971 : Le Virginien (TV) saison 9 épisode 18 (The Angus Killer) : Le Sheriff
- 1972 : En piste (en) (Rolling Man) : Chuck
- 1974 : Runaway on Rogue River : Bucky Steele
- 1974 : Twice in a Lifetime : Pete Lazich
- 1974 : The Gun and the Pulpit (en) : Billy One-Eye
- 1975 : Babe : Colonel M.J. McCombs
- 1976 : Banjo Hackett: Roamin' Free (en) : Lijah Tuttle
- 1977 : The Winged Colt
- 1978 : How the West Was Won (feuilleton) : Tap Henry
- 1978 : The Busters : Kane
- 1979 : The Sacketts (en) : Jack Bigelow
- 1979 : Undercover with the KKK (en) : Yancey Hicks
- 1980 : Swan Song : George
- 1981 : La Maison maudite (This House Possessed) : Arthur Keene
- 1981 : Charlie and the Great Balloon Chase : Ben Khlover
- 1981 : Enlèvement à Nashville (The Nashville Grab) : Ross Common
- 1981 : The Nashville Palace (série) : Regular (1981-82)
- 1982 : Filthy Rich (série) : Big Guy Beck (I)
- 1983 : Sawyer and Finn

### Voix françaises
| - Raoul Delfosse (*1924 - 2009) dans : - Le shérif est en prison - Le Bison blanc - L'Inévitable Catastrophe - Le Dernier Secret du Poseidon - Tom Horn - Jacques Dynam (*1923 - 2004) dans : - Frissons garantis - On m'appelle Dollars - Hurlements - Henry Djanik (*1926 - 2008) dans : - Docteur Folamour - Violence à Jericho - Georges Hubert (*1906 - 1983) dans : - Les Compagnons de la gloire - Les Cowboys | - Jean Clarieux (*1911 - 1970) dans : - Une sacrée fripouille - Will Penny, le solitaire - Henri Labussière (*1921 - 2008) dans : - 1941 - Le Trou noir (voix) et aussi - Maurice Porterat (*1901 - 1968) dans Les Proscrits du Colorado - Jean Berton (*1906 - 1979) dans La Vallée de la poudre - Émile Duard (*1904 - 1975) dans La Vengeance aux deux visages - Michel Gatineau (*1926 - 1989) dans Tonnerre Apache - Pierre Leproux (*1908 - 1975) dans Major Dundee - Robert Dalban (*1903 - 1987) dans Première Victoire - Claude Bertrand (*1919 - 1986) dans La Diligence vers l'Ouest - Jean Violette (*1921 - 1995) dans Un nommé Cable Hogue - Henri Virlojeux (*1924 - 1995) dans Guet-apens - Jean Martinelli (*1909 - 1983) dans Pat Garrett et Billy le Kid - Pierre Garin (*1925 - 1986) dans La Route de la violence |

## Postérité
En 2012, le groupe de Punk californien The Offspring lui rend hommage dans la chanson Slim Pickens Does The Right Thing And Rides The Bomb To Hell, sur l'album Days Go By. Il s'agit d'une référence à la scène connue du film Docteur Folamour, dans lequel il chevauche une bombe comme un cowboy.